# Parnassius phoebus
Parnassius phoebus és una espècie de lepidòpter papilionoïdeu de la família dels papiliònids (Papilionidae) de distribució holàrtica.

## Distribució
Present a Europa, Àsia central i Amèrica del Nord. A Europa només es troba a la part central dels Alps, concretament a França, Itàlia, Suïssa i Àustria, mentre que és molt rara al sud d'Alemanya i Liechtenstein, i al nord dels Urals. A l'Àsia es troba al Caucas, l'Altai, Tian Shan i a través del centre i sud de Sibèria fins a l'Extrem Orient Rus. Finalment, a Amèrica del Nord es troba a les Muntanyes Rocoses.

## Descripció
Envergadura alar entre 56 i 60 mm. Dimorfisme sexual poc aparent, en tenir la femella una major extensió de marques grises i tenir un mínim d'una taca vermella a l'anvers de l'ala anterior. Anvers de color blanc amb escates grises, sobretot a la part basal. L'anvers de l'ala anterior presenta diverses taques negres vora el marge, sovint acompanyades d'una o dues de vermelles amb rivet negre. Anvers de l'ala posterior amb dos grans ocels vermells envoltats de negre i que poden tenir el centre de color blanc. Revers similar a l'anvers, amb vermell a la zona basal. Es distingeix de l'apol·lo (Parnassius apollo), present a la península Ibèrica, sobretot per la mida clarament més petita i perquè no presenta taques vermelles al revers de les ales anteriors.

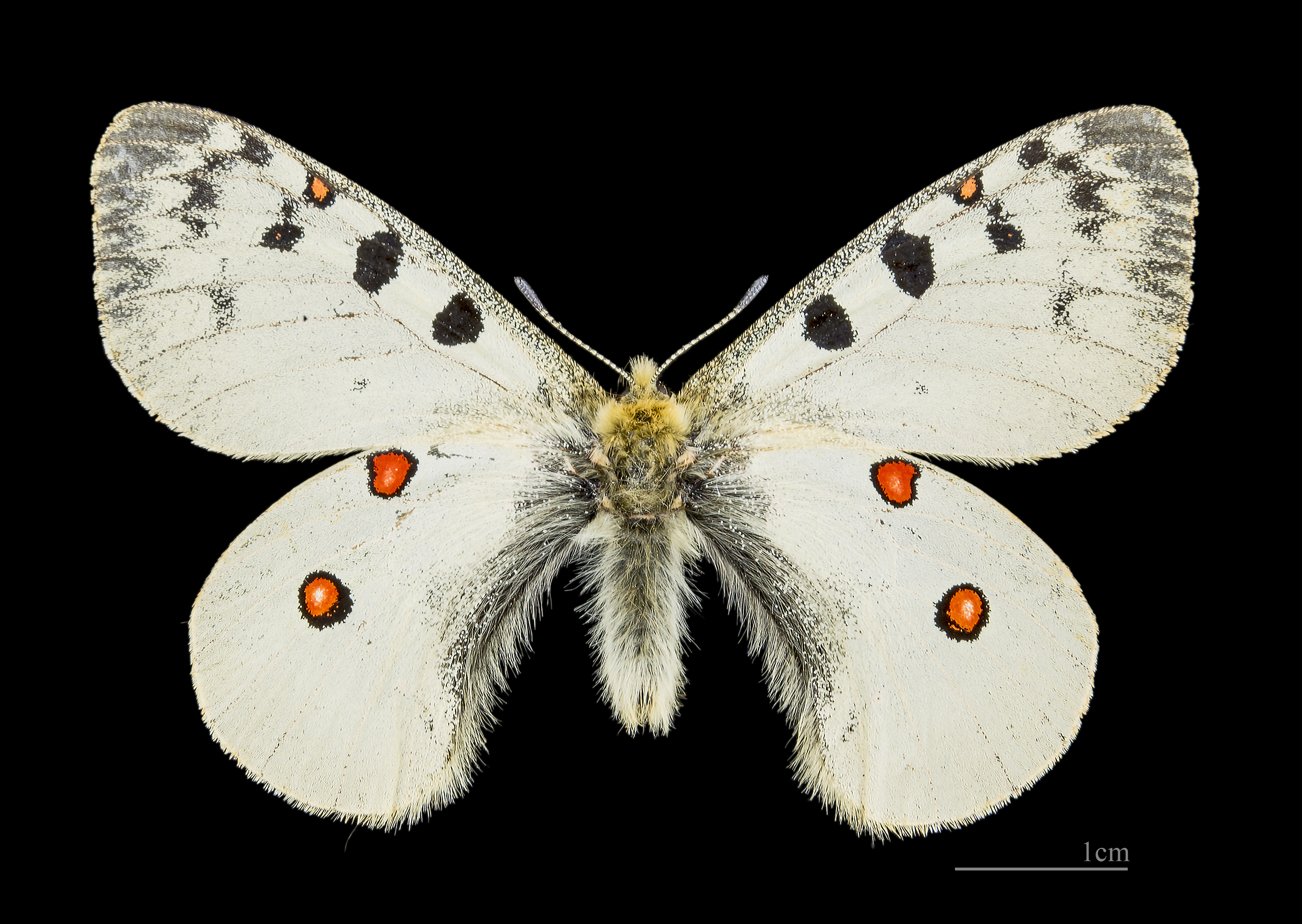
♂
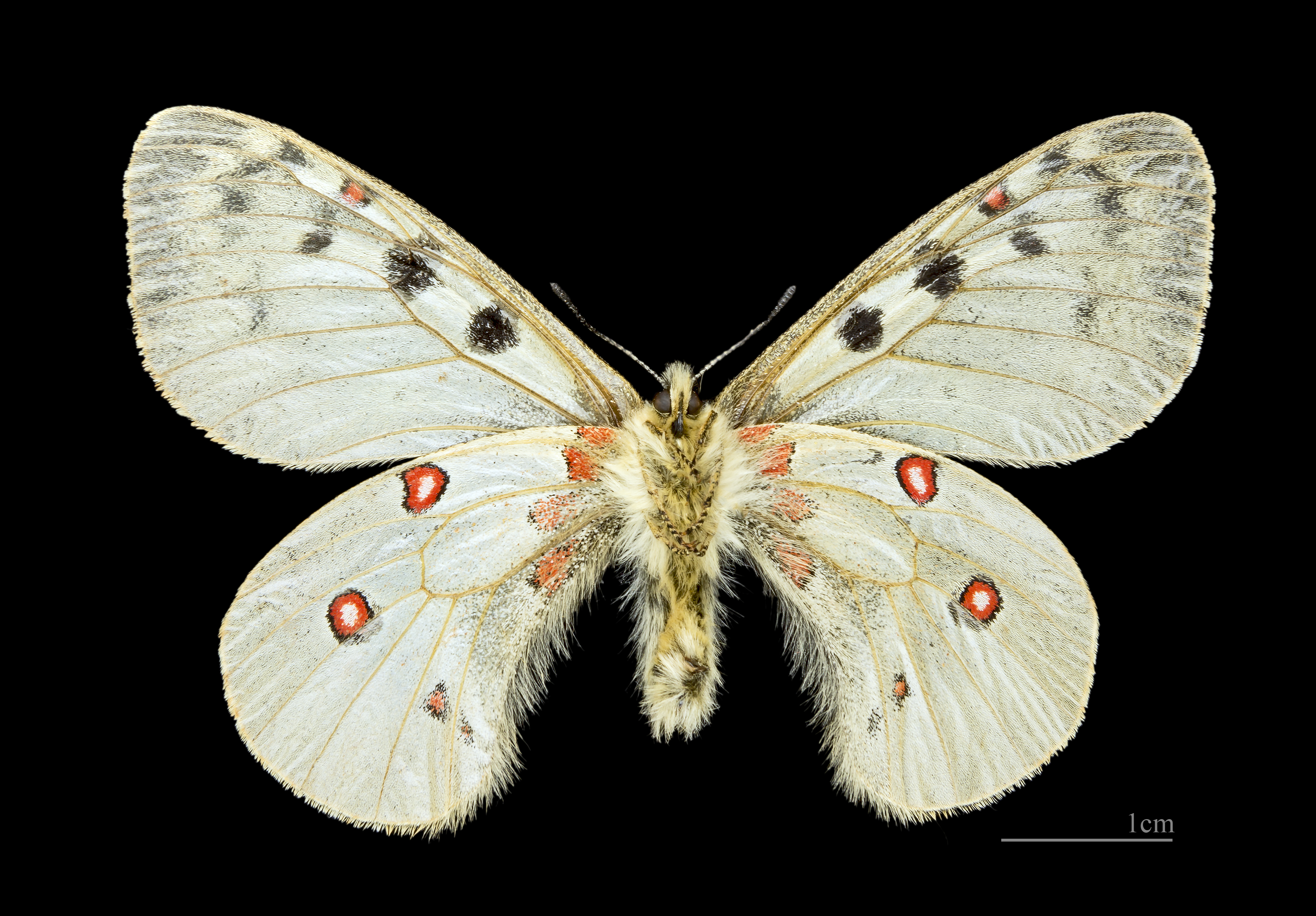
♂ △
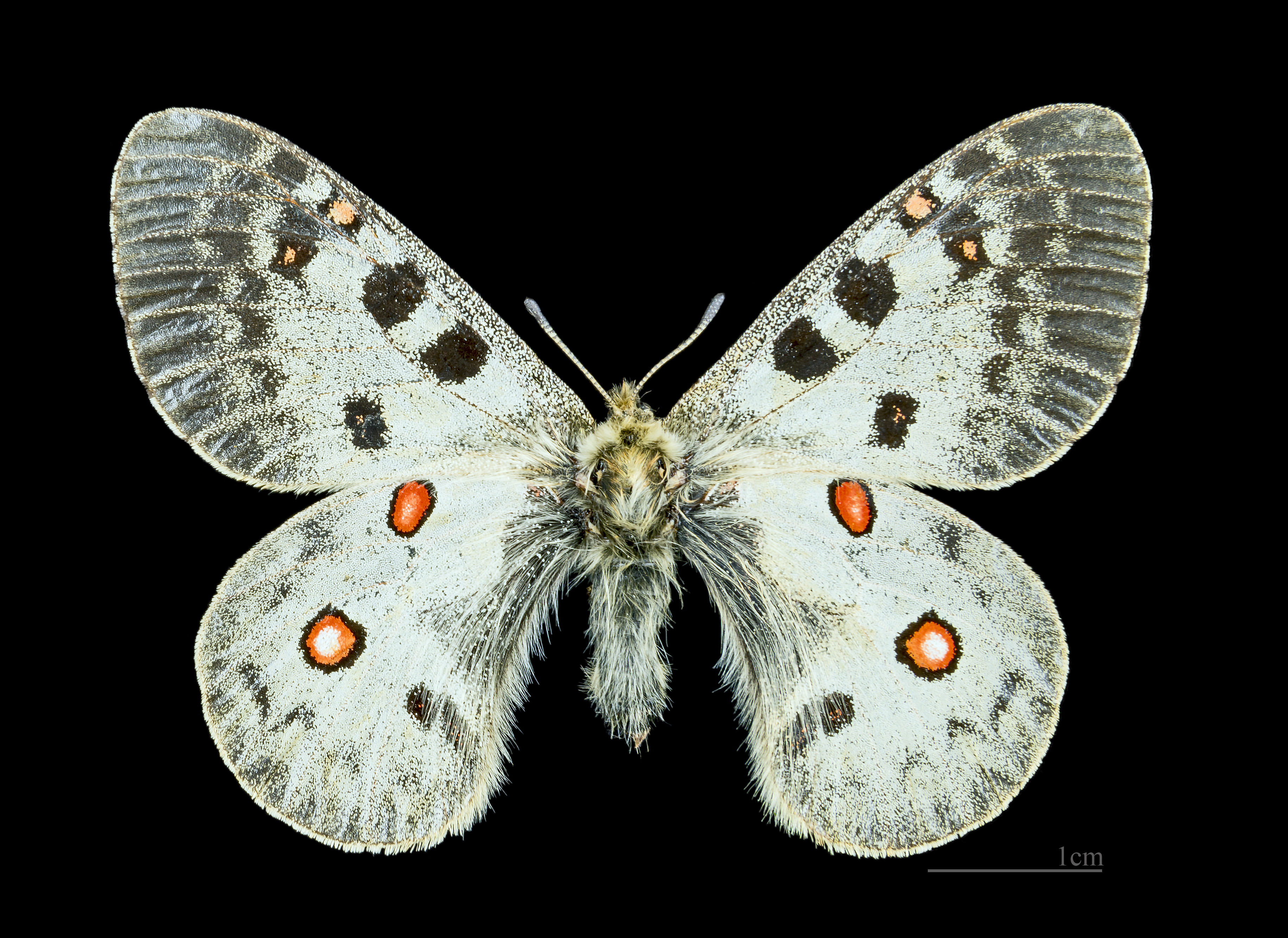
♀
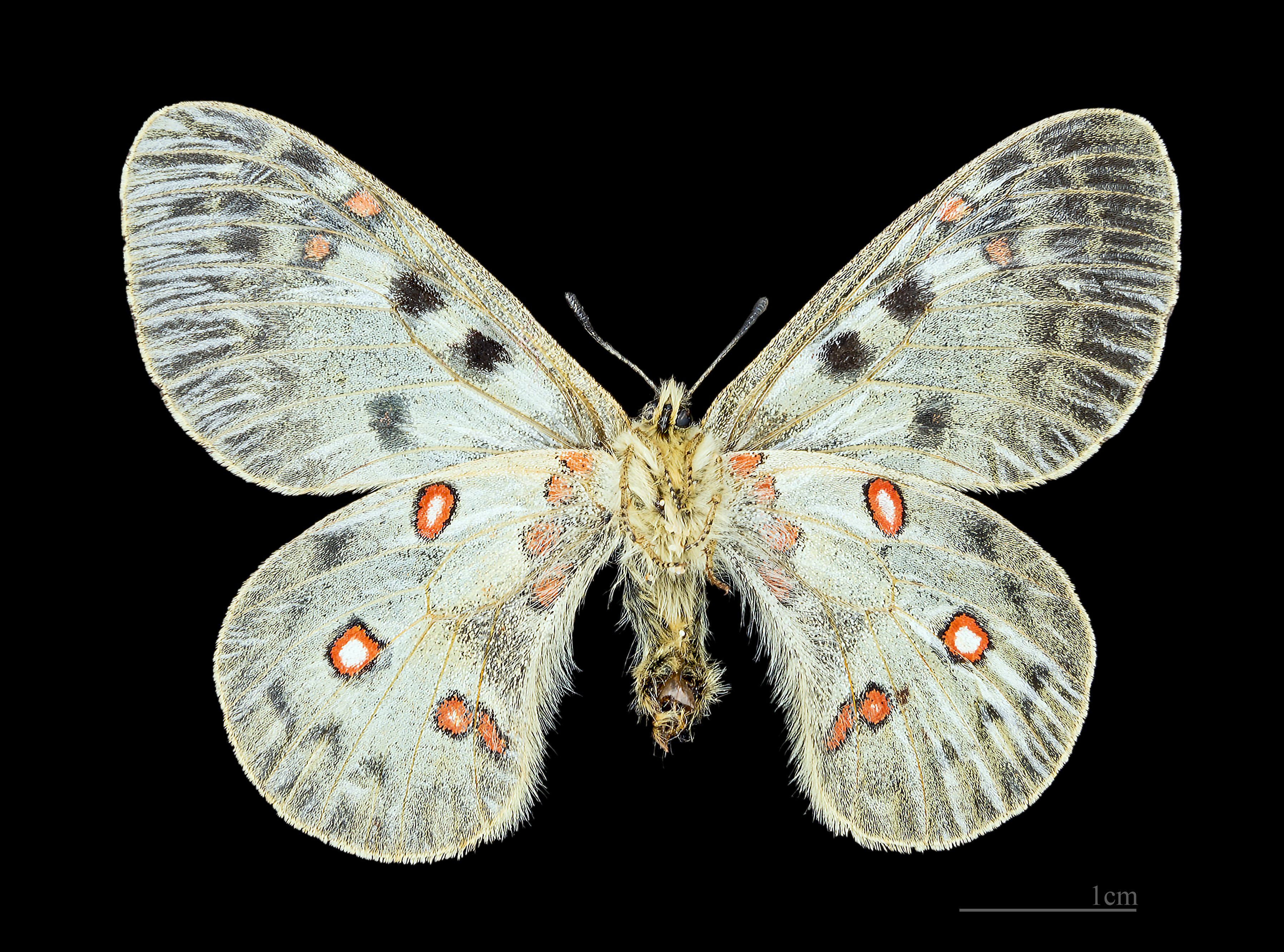
♀ △

## Hàbitat
Vessants herbats, tarteres, prats humits amb abundància de flors i en marges de rierols. Als Alps, rang altitudinal des dels 1600 m fins als 2800 m, però generalment entre els 1800 m i els 2200 m. L'eruga s'alimenta de Saxifraga aizoides. Al sud-est dels Alps es nodreix de Rhodiola rosea, mentre que a l'Amèrica del Nord de crespinells del gènere Sedum i d'altres crassulàcies.

## Període de vol i hibernació
Vola en una sola generació entre finals de juny i finals d'agost, segons l'altitud. Hiberna com a eruga dins de l'ou.

## Comportament
Les femelles ponen els ous en diversos substrats pròxims a la planta nutrícia, com ara molsa, vegetació seca, pedres, o directament sobre el sòl, mentre que a la planta nutrícia mateix ho fan rarament. D'altra banda, l'eruga emmagatzema un compost tòxic, concretament un glucòsid cianogènic anomenat sarmentosina, que prové de la planta nutrícia, de manera que, junt amb els adults i els seus ous, són poc atraients per als depredadors.